# Náměstí Republiky (stanice metra)
Náměstí Republiky (zkratka NR) je stanice linky B pražského metra, otevřena roku 1985 pod stejnojmenným náměstím na úseku I. B. Umístěna je mezi stanicemi Můstek a Florenc.

## Charakteristika stanice

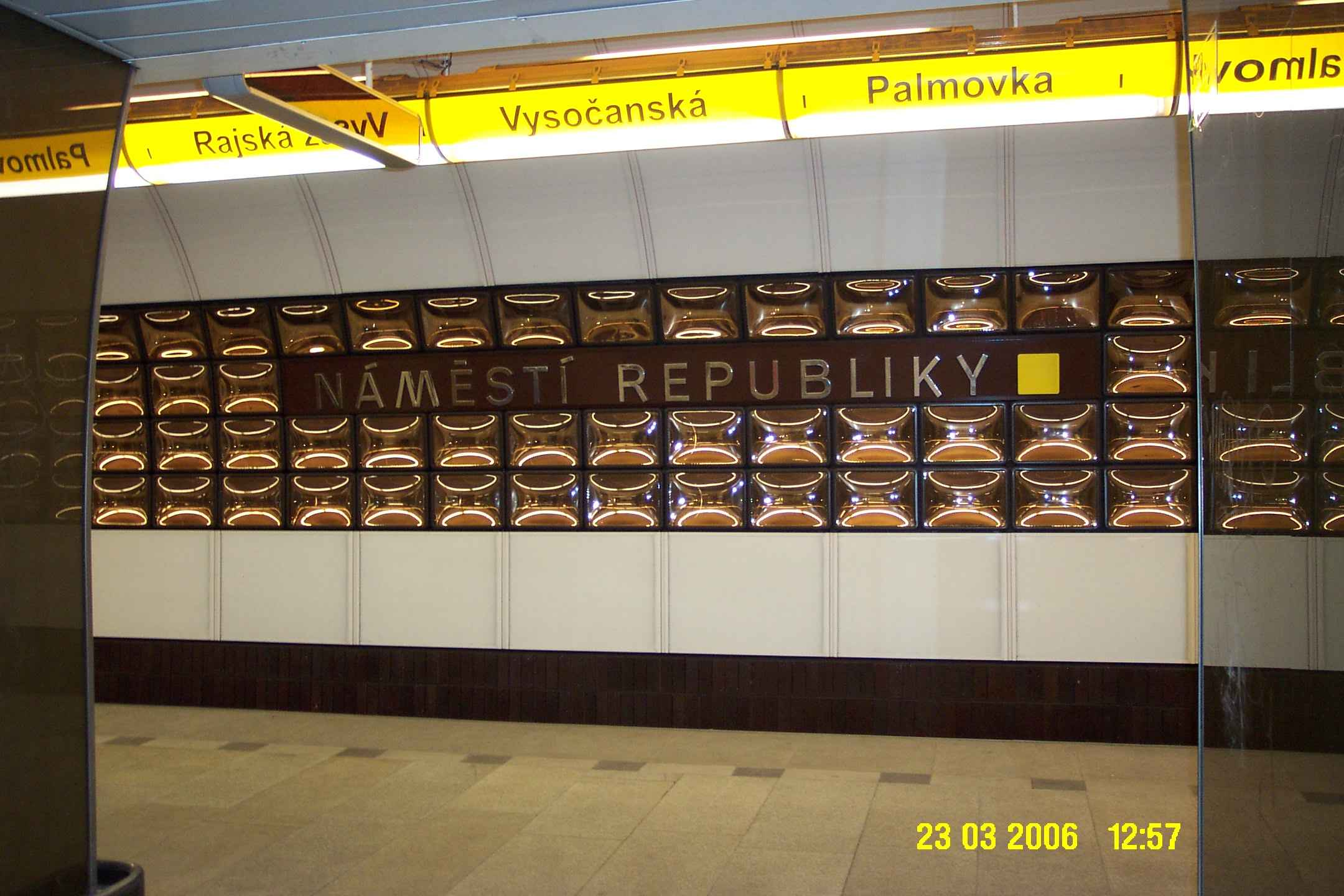
Detail obložení stanice

Náměstí Republiky je trojlodní stanice s 18 páry prostupů na nástupiště, ražená s plnou délkou střední lodi. Dlouhá je 110 m a je založena 40 m hluboko pod povrchem.
Má dva výstupy, dva podzemní vestibuly a tři eskalátorové tunely. Oba vestibuly mají podpovrchovou dvoupodlažní monolitickou konstrukci ze železobetonu, zčásti zastropenou prefabrikovanými předpjatými nosníky. K vestibulu pod náměstím Republiky vede jeden tunel, k vestibulu na Masarykovo nádraží vede jeden krátký tunel s eskalátory Transporta československé výroby, na níž se napojuje další dlouhý s klasickým typem ruských eskalátorů, umístěný oproti tomu prvnímu zhruba kolmo.
Obkladem stanice jsou skleněné desky, desky Ekrona (strop) a vypouklé čočky (stěny za nástupištěm).

## Historie stanice

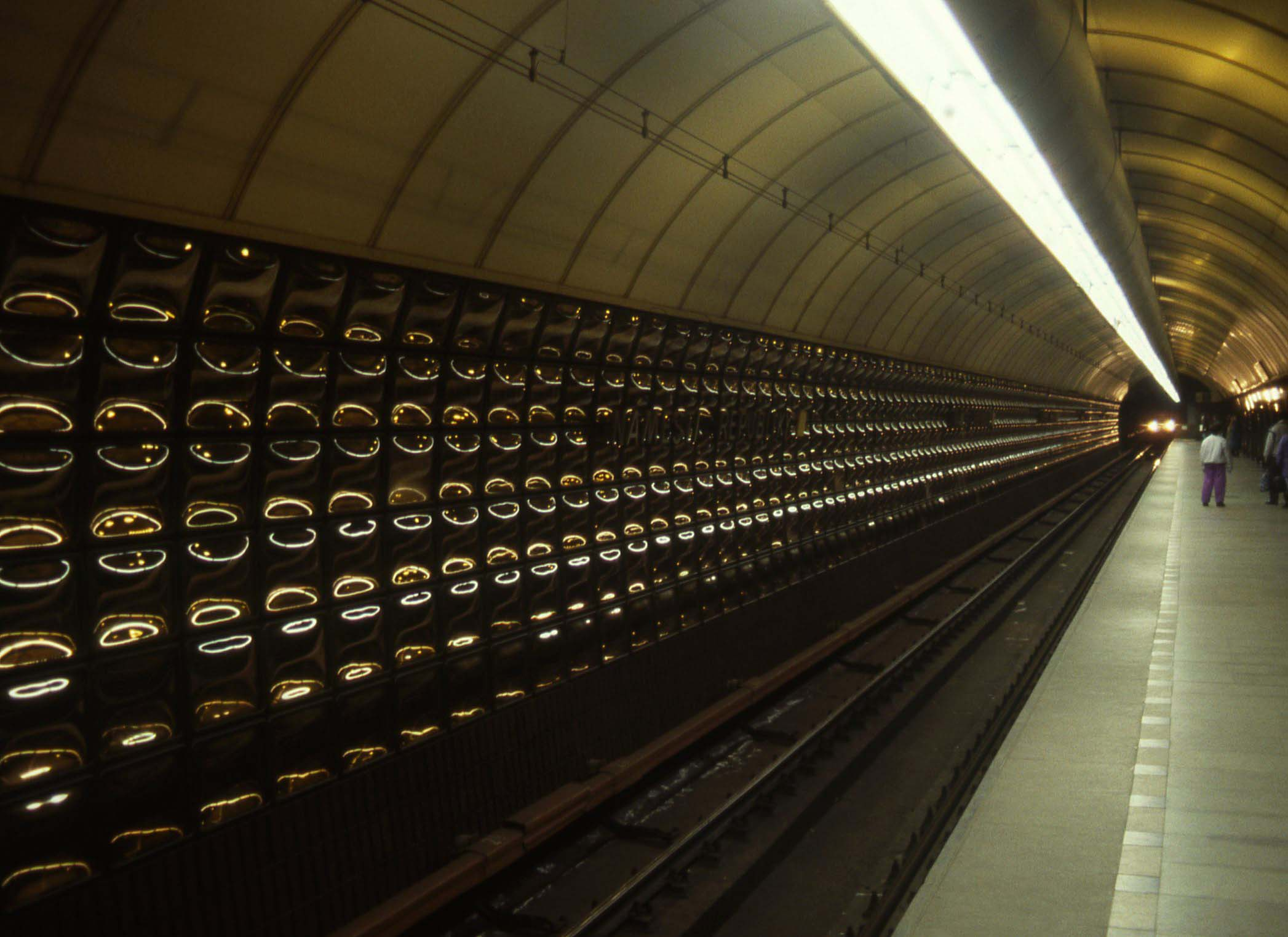
Původní obložení stanice v roce 1991, tj. před povodněmi

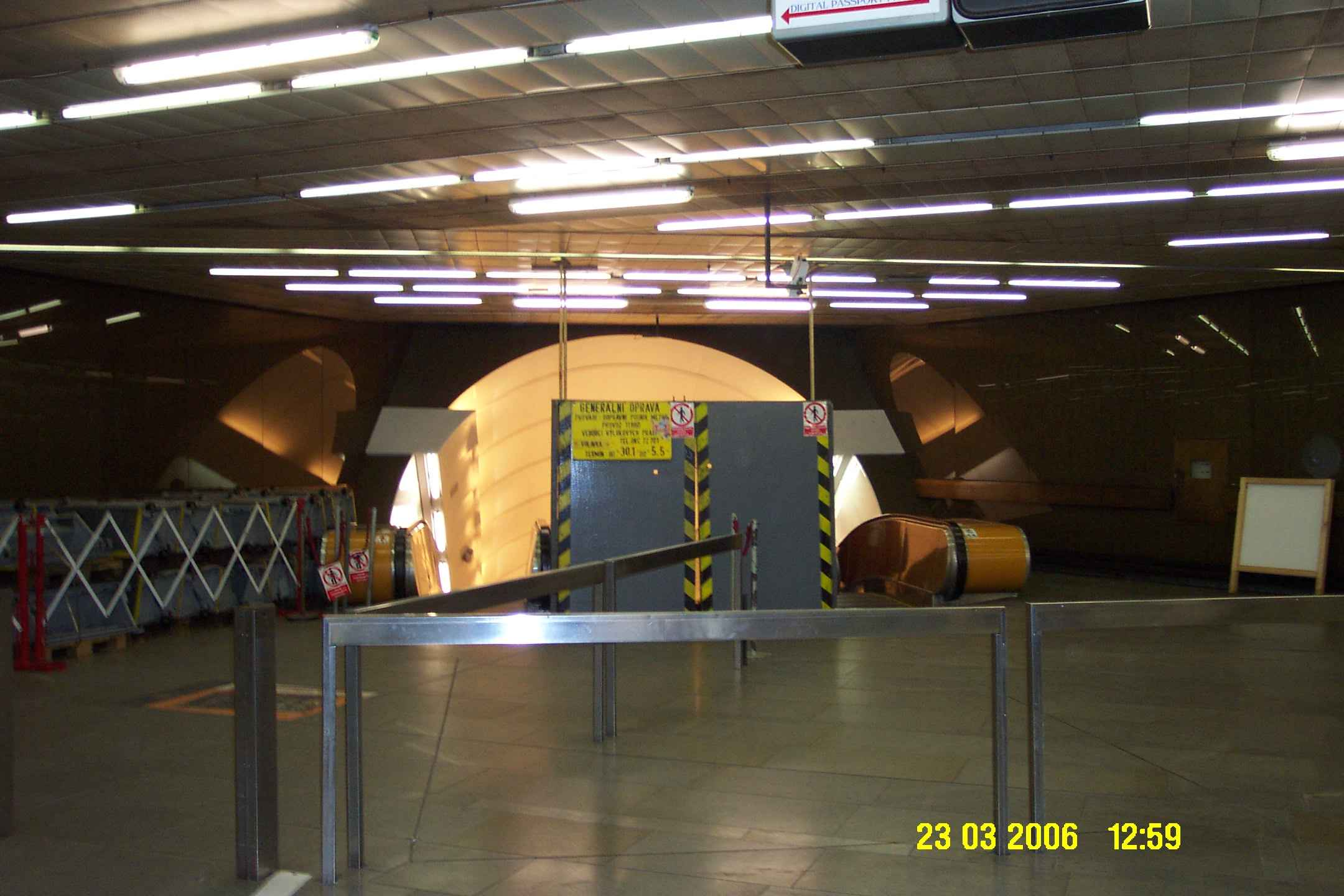
Vstup do stanice z podzemního vestibulu (západní) – eskalátorový tunel

Výstavba stanice v letech 1977–1985 si vyžádala náklady ve výši 618 milionů Kčs. Musely vzniknout rozsáhlé zábory, při kterých došlo k uzavření v náměstí a okolí Masarykova nádraží v závěru první poloviny 80. let
Stanice byla v roce 2002 vyplavena povodní, následně tak musela být rekonstruována. Obnoveny byly i charakteristické skleněné obrazovkové čočky, které velká voda odnesla až do stanice Karlovo náměstí. V nové podobě je jich však umístěno méně, protože některé byly nenávratně zničeny (a jejich novou výrobu u firmy TCT Rožnov pod Radhoštěm, která je dvacet let předtím coby součást koncernu Tesla vyrobila, zřejmě nikdo neobjednal); několik jejich řad tak bylo nahrazeno smaltovaným plechem. Místo originálního sdruženého nosiče známého z celého úseku I.B pro osvětlení byl použit modernější, prosvícený a odvozený z podobného ze stanice Kobylisy.
Další významnou událostí, která zasáhla do podoby západního vestibulu stanice byla výstavba obchodního domu Palladium. Kvůli tomu tak byl v roce 2006 uzavřen jeden z výstupů. V roce následujícím bylo obchodní centrum dokončeno a napojeno přímo díky vestibulu na metro.

## Okolní objekty
- Obecní dům
- Dům U Hybernů
- OD Kotva
- OD Palladium
- Masarykovo nádraží
- Burzovní palác
- Budova ČNB